# Walter Skolaude
Walter Skolaude (Fressnitz bij Krieglach, Stiermarken, 20 juni 1910 – Graz, 20 september 1989) was een Oostenrijks componist, dirigent en organist.

## Levensloop
Skolaude studeerde orgel en muziektheorie bij Mauritius Kern aan de Universität für Musik und darstellende Kunst te Graz. In 1936 maakte hij een studiereis naar Polen en Duitsland. Van 1938 tot 1940 studeerde hij aan de Universiteit van de Kunsten in Berlijn opnieuw orgel bij Edmund von Borck.
In Berlijn was hij organist en koorleider. Na de militaire dienst tijdens de Tweede Wereldoorlog en krijgsgevangenschap kwam hij in 1947 terug naar Graz, waar hij eerst bij de opbouw van de radiogroep Alpenland werkzaam en dan tot 1974 muziekreferent van de Oostenrijkse omroep ORF was. Van zijn compositorisch oeuvre zijn vooral zijn liederen bekend. In 1952 werd hij met de Joseph-Marx-Musikpreis des Landes Steiermark onderscheiden en in 1968 werd hem de titel professor toegekend. 

## Composities

### Werken voor orkest
- 1941-1942 Malkunowo, symfonische gedicht
- 1949 Muziek voor orkest - in memoriam Ottorino Respighi
- 1950 Scandinavische impressies
- 1959 Björndal-Suite, suite voor orkest
- 1960 Allegro Concicato, symfonische studie
- 1960 Spanischer Tanz
- 1961 Tanzszene, op.20
- 1963 Adagio - Elegie, voor strijkorkest
- 1963 Bilder aus Karelien, suite voor strijkorkest
- 1964 Musik zu dem Hörspiel: "Geschichte eines Witwers"
- 1970 Concert, voor strijkers
- 1973 Pastorale, voor strijkers en harp
- 1974 Finnische Impressionen, voor strijkorkest
- 1974 Sinfonische Studie
- 1975 Magna Consolatio
- 1975 Sinfonie, voor strijkorkest
- 1977 Concert, voor altviool solo, klavecimbel en strijkorkest
- 1977 Sinfonietta americana
- 1979 Schets, voor klein orkest
- 1981 Evokation, voor kamerorkest
- 1982 Kammersinfonie
- 1984 Sinfonie, voor strijkers en pauken
- 1986 Epitaph, muziek voor kamerorkest
- 1987 Symfonische fragmenten
- Cancona, voor strijkers
- Musik, voor 3 trompetten en strijkers
- Musik zu dem Hörspiel: "Marika Tziavouris"
- Sinfonie in einem Satz

### Werken voor harmonieorkest
- 1983 Der Kreuzweg, associaties met een grafiek van Hans Fronius voor koperblazers en slagwerk
- 1986 Steirer Marsch

### Werken voor koren
- 1972 Drei Träume, voor gemengd koor
- Kamraden, voor gemengd koor

### Vocale muziek
- 1930-1936 Sieben frühe Lieder
- 1950 Gesang des Abgeschiedenen, liederencyclus - tekst: Georg Trakl
- 1954 Acht Gesänge, liederencyclus - tekst: Rainer Maria Rilke
- 1955 Der Wagen, voor bas en groot orkest - tekst: Josef Weinheber
- 1955/1959/1985 Drei Orchesterlieder, voor bas en orkest
  1. Vergänglichkeit
  2. Selige Sehnsucht
  3. Der Wagen
- 1959 Im Nebel, voor sopraan en orkest - tekst: Hermann Hesse
- 1959 Vergänglichkeit, voor bas en groot orkest - tekst: Hermann Hesse
- 1959 Lied bei Morgengrauen... - tekst: Paula v. Preradovic
  1. Im Nebel - voor sopraan en orkest
  2. Vergänglichkeit  - voor bas en orkest
  3. Selige Sehnsucht - voor bas en orkest
- 1961 Lieder, voor een zangstem en piano 
  1. Lied bei Morgengrauen
  2. Verfall
  3. Der Wagen
  4. Herbsttag
- 1982-1983 Dialog avec Dieu, musica sacra voor tenor, bariton en orkest - tekst: Paul Verlaine
- 1985 Selige Sehnsucht, voor bas en orkest - tekst: Johann Wolfgang von Goethe
- 1986 Drei Gesänge, voor tenor (of: sopraan) en orgel
  1. Der Mittag - tekst: Theodor Fontane
  2. Die Kindheit - tekst: Hermann Hesse
  3. Der Mensch - tekst: Matthias Claudius
- 1988 Der Weiher, - tekst: Annette von Droste-Hülshoff
- 1988 Zwei Orchesterlieder
  1. Der Weiher
  2. Mittag
- Drei Marienlieder, voor zang en orgel
  1. Maria und das Kind
  2. Maria und das Kind (andere versie)
  3. Ave Maria

### Kamermuziek
- 1952 Sonate Nr. 1, voor viool en piano
- 1954 5 Stukken, voor dwarsfluit en piano
- 1966 5 Assotiationen, voor blazerskwintet
- 1970 II.Trio (Berliner Elegie), voor viool, cello en piano
- 1972 Sonate Nr. 2, voor viool en piano
- 1975 Spiegelungen, voor blazerskwintet
- 1979 Quartett, voor vier blazers en slagwerk
- 1979 Trois Images, voor dwarsfluit en orgel
- 1981 Griechische Rhapsodie, voor twee trompetten en twee trombones
- 1981 Passions-Meditation, voor dwarsfluit, altfluit in G en orgel
- 1981 Pezzo eroico, voor blazerskwintet
- 1982 Fantasie, voor dwarsfluit en strijkkwartet
- 1986 Concert voor vijf blazers, voor koperkwintet
- 1986 Sonate, voor cello en piano
- 1989 Hoornkwartet
- Contrasts, voor twee houtblazers, twee snaarinstrumenten en strijkers für Holzbläser
- Ekloge, voor dwarsfluit en orgel
- Russische Impression, voor viool en piano
  1. Lied der endlos weiten Wälder
  2. Kleines Lied
  3. Melancholie
  4. Assotiation
  5. Pastorale
- Scène, voor blazerskwintet
- Trio, voor viool, cello en piano

### Werken voor orgel
- 1938 3 Preludes (c-klein; F-groot; G-groot)
- 1967 Vier meditaties
- 1974 Pastorale, voor orgel
- 1975 Drei neue Orgelstücke - "Assotiationen zur Apokalypse" Nr. 1-3
- 1975 12 neue Orgelstücke
- 1977 8 neue Orgelwerke
- 1977 Fantasia per organo Nr. 3
- 1977 Apokalyptische Fantasie
- 1977 Orgelwerke
- 1984 3 neue Orgelwerke
- 1984 Monumentum. (Apokalypse 11,6)
- 1984 Musica per Organo
- Andante piu lento
- Ballade für Orgel
- In memoriam (meiner Mutter)
- Phantasie in F Dur - "Der Tod und das Mädchen"
- Prelude in G-groot

### Werken voor piano
- 1955 Fantasie-Sonate
- 1965 Sonate

### Werken voor de radio
- 1964 "Geschichte eines Witwers", hoorspel
- Marika Tziavouris, hoorspel - tekst: Marie Luise Kaschnitz

- Gemeinsame Normdatei: 134523784
- International Standard Name Identifier: 0000 0000 5547 508X
- Library of Congress Control Number: no97043018
- Virtual International Authority File: 41445502
- WorldCat: E39PBJp67XTChBt7qwDxFdkxDq